# Reinier Wakelkamp
Reinier Wakelkamp (Amersfoort, 7 augustus 1934) is een Nederlands koordirigent.

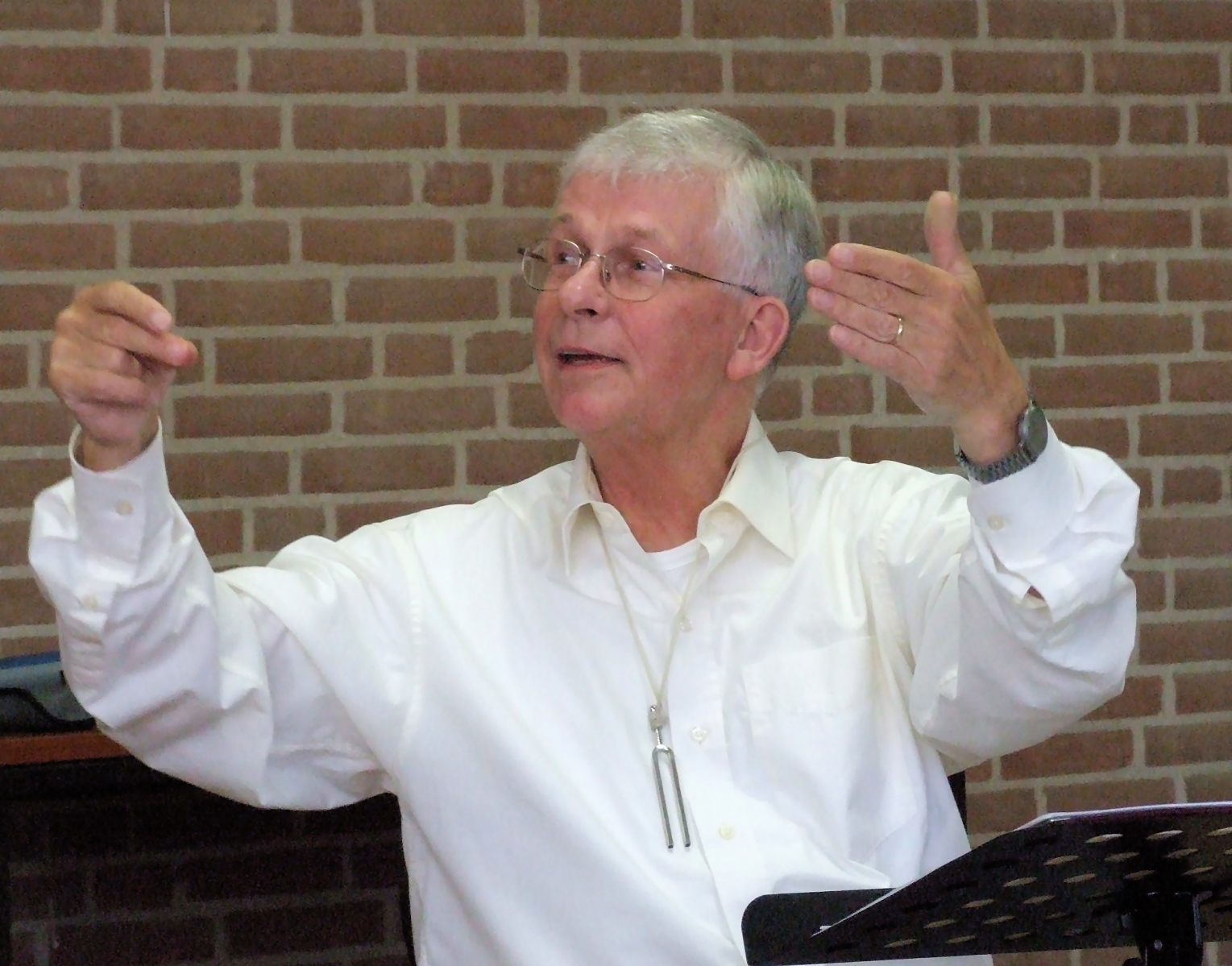
Reinier Wakelkamp in 2006 foto: Michiel van Eeden

Hij is zoon van machinist Reinier Joseph Wakelkamp en Geertruida Joanna Antonia Schrasser. Vader was jarenlang dirigent van lokale muziekkorpsen.  Reinier was broer van Wim Wakelkamp. Reinier (90) echtgenote Philien (violiste, 86) waren in maart 2024 zestig jaar getrouwd.  Dochter Philien Wakelkamp junior is (alt)violiste, zoon Frank Wakelkamp is cellist en gambist
Hij kreeg zijn muziekopleiding aan het Utrechts Conservatorium. Hij studeerde er zang bij Harry Geraerts, schoolmuziek bij Chris Bos, viool bij Riele Queling en koordirectie. Met name op dat laatste vlak werd hij bekend, in mindere mate als violist. Al tijdens zijn studie leidde hij een koor: Viva la Musica in Utrecht. Na zijn studie was hij vanaf 1967 dirigent van het Brabants Kamerkoor; een functie die hij tot 1996 zou vervullen. Vanaf 1971 was hij docent van de Kerkmuziekschool; vanaf 1979 aan het Utrechts Conservatorium, samen met David Porcelijn. Samen leidden zij een hele generatie (koor)dirigenten op.
Zelf bleef Wakelkamp tot in de jaren tien van de 21e eeuw actief; richtte tal van koren en ensembles  (Hortus Musicus, Vocaal Ensemble Pur Sang, Gregoriaanse Schola) op en leidde die dan enige tijd, zoals het Brabants Barokensemble, later genoemd het Brabant Consort. In 2018 gaf hij nog workshops voor het Gregoriaans Platform. 
In 1987 werd hij door de stad Den Bosch onderscheiden met de Albert Swaneprijs. Wakelkamp beoefent tevens de schilderkunst en studeerde in 1996 af in kunstgeschiedenis.